# Mehrstetten
Mehrstetten là một thị xã thuộc huyện Reutlingen, bang Baden-Württemberg, Đức. Nơi đây nằm cách Münsingen 7 km về phía đông nam.